# Eduardo Reyes Ortiz
Eduardo Reyes Ortiz Velasco, (La Paz, 1907 - 1980) fue un futbolista boliviano de principios del siglo XX. Fue parte de la Selección Boliviana que participó en la Copa Mundial de Fútbol de 1930.

## Biografía
Jugó de delantero y es considerado uno de los jugadores más importantes de la historia de Bolivia.
Hacia 1910 habría residido en Gran Bretaña donde realizó sus estudios en el Trinity College aficionándose en esta institución al foot ball, deporte que practicó desde entonces con gran éxito, pues prontamente fue observado por otros equipos ingleses, siendo 'fichado' primero por el Tradesman Rangers y posteriormente por el Southampton Football Club, con el cual jugaría entre 1911 y 1913. Es considerado, por tanto, el primer jugador sudamericano de la historia en jugar en Europa.
Posteriormente habría trasladado su residencia a Chile, país en el que la práctica del fútbol estaba ya bastante extendida, donde jugaría adquiriendo aún más práctica. Finalmente, regresaría definitivamente a Bolivia alrededor  de 1917, año en el que comenzó su carrera en The Strongest, equipo en el que jugaría durante los siguientes 20 años, llegando a ser el Capitán durante toda una década.
De estatura baja y complexión fuerte, su vasta experiencia jugando en equipos extranjeros, principalmente en la "Cuna del Foot Ball", fue evidente llegando a ser la máxima figura del fútbol boliviano de los años 20, consiguiendo con The Strongest 7 títulos, valiéndole la importante convocatoria a la Selección Boliviana para el primer Mundial de Fútbol de la historia llevado a cabo en Uruguay
El 16 de enero de 1930 marcó de tiro libre el primer gol de la historia del Estadio Presidente Hernando Siles durante el partido inaugural entre The Strongest y Universitario
Fue partícipe del equipo de The Strongest en varios hitos de su historia, como el primer partido internacional de esta institución realizado en Arequipa, la primera victoria internacional de su historia y varios partidos interdepartamentales e internacionales donde fue figura.
Participó en la Guerra del Chaco siendo héroe de Cañada Strongest en mayo de 1934, además de jugar el famoso '"Último Partido"' que enfrentó a los jugadores de The Strongest alistados en el Ejército con el Batallón de Chicheños, miembros de la 'Fraternidad de Stronguistas' de Tupiza, en pleno centro de operaciones en el Chaco Boreal en 1934.
Se retiró en 1937, después de volver de la Guerra y ganar el Campeonato de la LPFA de 1935-1936.

## Selección nacional

### Participaciones en laCopa Mundial de Fútbol
| Torneo               | Sede    | Resultado    | Partidos | Goles |
| -------------------- | ------- | ------------ | -------- | ----- |
| Copa Mundial de 1930 | Uruguay | Primera fase | 2        | 0     |

## Clubes
| Club                          | País       | Año         |
| ----------------------------- | ---------- | ----------- |
| Trinity College Football Club | Inglaterra | 1910        |
| Tradesman Rangers F.C.        | Inglaterra | 1911        |
| Southampton Football Club     | Inglaterra | 1911 - 1913 |
| Fútbol Chileno                | Chile      | 1913 - 1916 |
| Club National                 | Bolivia    | 1915        |
| Oruro Royal                   | Bolivia    | 1915        |
| The Strongest                 | Bolivia    | 1917 - 1932 |
| The Strongest                 | Bolivia    | 1935        |

## Palmarés

### Campeonatos nacionales
| Título                | Club          | País    | Año  |
| --------------------- | ------------- | ------- | ---- |
| Campeonato de la LPFA | The Strongest | Bolivia | 1917 |
| Campeonato de la LPFA | The Strongest | Bolivia | 1922 |
| Campeonato de la LPFA | The Strongest | Bolivia | 1923 |
| Campeonato de la LPFA | The Strongest | Bolivia | 1924 |
| Campeonato de la LPFA | The Strongest | Bolivia | 1925 |
| Campeonato de la LPFA | The Strongest | Bolivia | 1930 |
| Campeonato de la LPFA | The Strongest | Bolivia | 1935 |